# Liste der denkmalgeschützten Objekte in Blons
Die Liste der denkmalgeschützten Objekte in Blons enthält die denkmalgeschützten, unbeweglichen Objekte der Gemeinde Blons im Großen Walsertal.

## Denkmäler
| Foto |                 | Denkmal                                                                                | Standort                    | Beschreibung | Metadaten |
| ---- | --------------- | -------------------------------------------------------------------------------------- | --------------------------- | --- | --- |
| ja   | Datei hochladen | Wohnhaus Ehemaliges Gemeindehaus HERIS-ID: 33396 Objekt-ID: 30866                      | Blons 14 Standort KG: Blons | Das Haus war von 1769 bis 1983 im Gemeindebesitz. Im Laufe der Zeit wurde es unter anderem als Mesnerhaus, Schule, Postamt, Gendarmerieposten und Konsum-Supermarkt genutzt.                                  | BDA-Hist.: Q37952084 Status: Bescheid Stand der BDA-Liste: 2025-06-30 Name: Wohnhaus Ehemaliges Gemeindehaus GstNr.: .89/1 Ehemaliges Gemeindehaus (Blons)               |
| ja   | Datei hochladen | Pfarrhof HERIS-ID: 56091 Objekt-ID: 65088                                              | Blons 16 Standort KG: Blons | Der Pfarrhof wurde zwischen 1685 und 1689 gemeinsam mit der Pfarrkirche erbaut. | BDA-Hist.: Q38069966 Status: § 2a Stand der BDA-Liste: 2025-06-30 Name: Pfarrhof GstNr.: .88                                                                             |
| BW   | Datei hochladen | Bauernhaus HERIS-ID: 66786 Objekt-ID: 79694seit 2013                                   | Blons 88 Standort KG: Blons | | BDA-Hist.: Q38114447 Status: Bescheid Stand der BDA-Liste: 2025-06-30 Name: Bauernhaus GstNr.: .148/1                                                                    |
| ja   | Datei hochladen | Kath. Pfarrkirche zu Unserer Lieben Frau und Friedhof HERIS-ID: 56092 Objekt-ID: 65089 | Blons Standort KG: Blons    | Die Pfarrkirche von Blons (Patrozinium: Unserer Lieben Frau der Unbefleckten Empfängnis) ist eine Landkirche in barockem Stil mit 1685 errichtetem Altar. Die Pfarrerrichtungsurkunde wurde 1689 ausgestellt. | BDA-Hist.: Q1649397 Status: § 2a Stand der BDA-Liste: 2025-06-30 Name: Kath. Pfarrkirche zu Unserer Lieben Frau und Friedhof GstNr.: .91, 647/1, 647/2 Pfarrkirche Blons |